# رافینیا (بازیکن فوتبال، زاده ۱۹۸۷)
رافائل دوس سانتوس دی اولیویرا (به پرتغالی: Rafael dos Santos de Oliveira) مهاجم اهل برزیل است که در شهر اوزاسکو و در تاریخ ۳۰ ژوئن ۱۹۸۷ به دنیا آمده‌است.
رافائل دوس سانتوس دی اولیویرا در تیم‌های فوتبال Nacional-SP سابقهٔ حضور دارد.